# Nickenich
Nickenich là một đô thị ở huyện Mayen-Koblenz bang Rheinland-Pfalz, phía tây nước Đức. Đô thị Nickenich có diện tích 16,56 km².

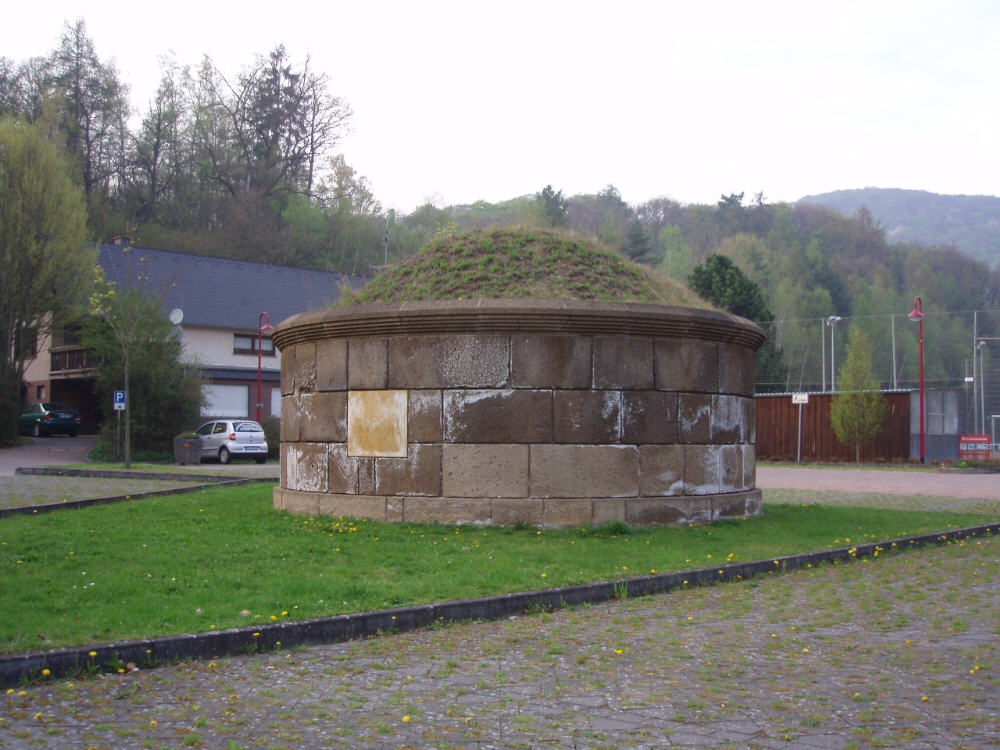
Tumulus
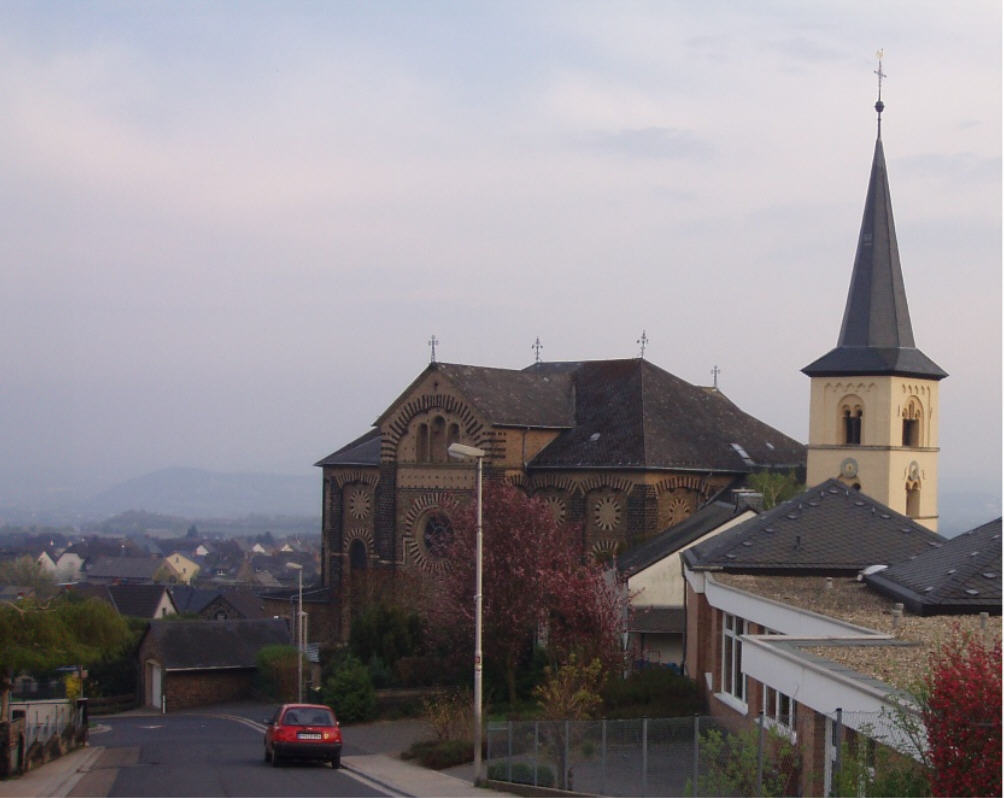
Giáo đường
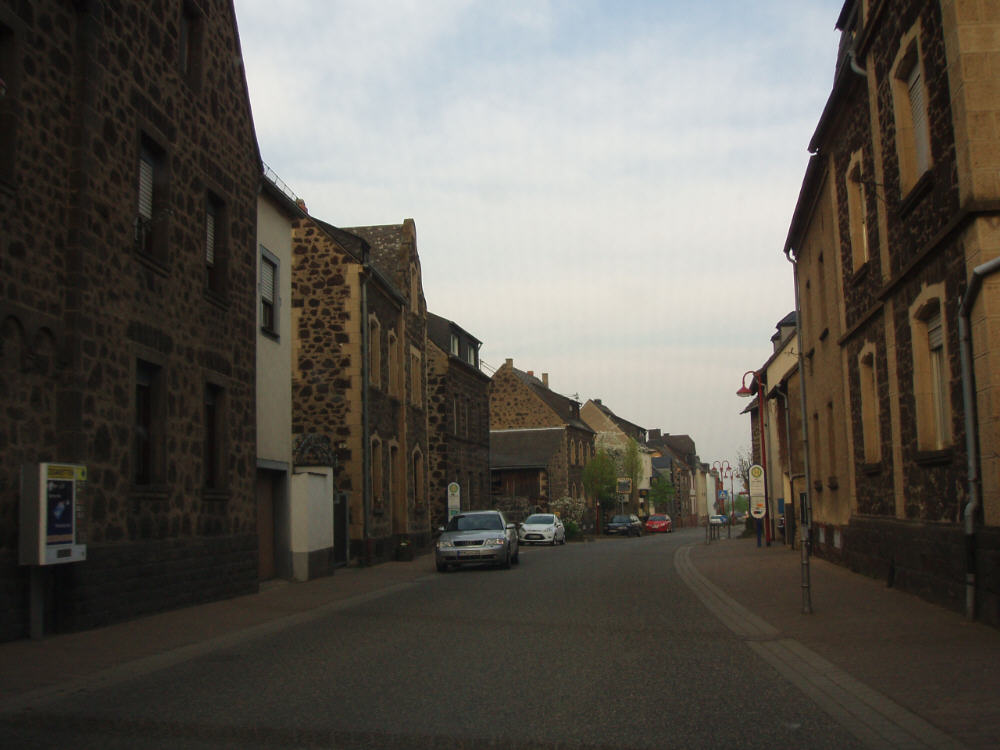
Đường phố